# Чейс (Британска Колумбия)
Вижте пояснителната страница за други значения на Чейс.
Чейс (на англ: Chase) е село в Британска Колумбия, Канада.
Има население от 2462 жители (2001) и площ от 3,05 км2.
В селото са развити горското стопанство и туризмът.
Основано е през 1907 г. Наречено е на Уитфилд Чейс – американец от щата Ню Йорк, който се премества в района на селото през 1867 г., след като дошъл в Канада по време на Златната треска през 1858 г.